# Yellow Quill Provincial Park
Yellow Quill Provincial Park är en park i Kanada.   Den ligger i provinsen Manitoba, i den sydöstra delen av landet, 1 800 km väster om huvudstaden Ottawa. Yellow Quill Provincial Park ligger 264 meter över havet. Den ligger vid sjön Portage Reservoir.
Terrängen runt Yellow Quill Provincial Park är platt.Närmaste större samhälle är Portage la Prairie, 3,4 km nordost om Yellow Quill Provincial Park.
Trakten runt Yellow Quill Provincial Park består till största delen av jordbruksmark. Runt Yellow Quill Provincial Park är det mycket glesbefolkat, med 3 invånare per kvadratkilometer.